# Halumahishi, Tirthahalli
Halumahishi là một làng thuộc tehsil Tirthahalli, huyện Shimoga, bang Karnataka, Ấn Độ.